# Kierówka
Kierówka (749 m) – szczyt w miejscowościach Pieniążkowice i Bielanka w województwie małopolskim, w powiecie nowotarskim. Południowe stoki bardzo łagodnie opadają do Przełęczy Pieniążkowickiej. Kierówka ma dwa wierzchołki. Niższy zachodni porasta las, wyższy wschodni jest bezleśny, zajęty przez pola uprawne wsi Bielanka.
Zboczami Kierówki, omijając jej wierzchołki, prowadzi szlak turystyczny. Z otwartych pól widok na Bielankę i wzniesienia Beskidu Makowskiego i Beskidu Wyspowego. Widoczne są: Pasmo Koskowej Góry, Kotoń, Stołowa Góra i Zębalowa. Dobrym punktem widokowym jest również przełęcz między Kierówką a Żeleźnicą. Widoczne są z niej m.in. Tatry.
W regionalizacji fizycznogeograficznej Polski według Jerzego Kondrackiego Kierówka zaliczana jest do Beskidu Orawsko-Podhalańskiego, w nowszej regionalizacji z 2018 roku do Pogórza Orawsko-Jordanowskiego.

## Szlaki turystyczne
Przełęcz Sieniawska – Janiłówka – Trubacz – Bielanka – Kierówka – przełęcz Pod Żeleźnicą – Żeleźnica. 2:15 h, ↓ 2 h